# Công ty cổ phần Tập đoàn Vạn Thịnh Phát
Công ty cổ phần Tập đoàn Vạn Thịnh Phát (VTP Group) là một tập đoàn đầu tư tư nhân thành lập năm 1992 có trụ sở chính tại Thành phố Hồ Chí Minh. Tập đoàn này chuyên đầu tư vào các lĩnh vực bất động sản, F&B (dịch vụ nhà hàng và quầy uống), khách sạn, thể thao, dịch vụ tài chính và cơ sở hạ tầng.

## Lịch sử hình thành
Năm 1992, bà Trương Mỹ Lan, một người Việt gốc Hoa, thành lập Công ty Trách nhiệm hữu hạn Vạn Thịnh Phát hoạt động trong lĩnh vực thương mại và kinh doanh nhà hàng – khách sạn.
Sau đó, Vạn Thịnh Phát mở rộng sang lĩnh vực kinh doanh bất động sản.
Năm 2007, Công ty Trách nhiệm hữu hạn Tập đoàn Vạn Thịnh Phát, tên viết tắt là VTP Group Holdings, với vốn điều lệ 6.000 tỷ đồng được thành lập.

## Trụ sở
Trụ sở của Vạn Thịnh Phát ở số 193-203 đường Trần Hưng Đạo, phường Cô Giang, quận 1, Thành phố Hồ Chí Minh.

## Thành viên
Các công ty liên quan gồm có:
1. Công ty cổ phần Tập đoàn Đầu tư Vạn Thịnh Phát (VTP Investment Group) có vốn điều lệ 12.800 tỷ đồng. Trong đó, Trương Mỹ Lan sở hữu 15% vốn điều lệ tương đương 1920 tỉ đồng. Công ty cổ phần Tập đoàn Vạn Thịnh Phát sở hữu 41% vốn điều lệ tương đương 5248 tỉ đồng.[3]
2. Công ty cổ phần Tập đoàn Sài Gòn Peninsula vốn điều lệ 18.000 tỷ đồng
3. Công ty cổ phần Tập đoàn Phát triển Hạ tầng và Bất động sản Việt Nam (VIPD Group) vốn điều lệ 12.000 tỷ đồng
4. Công ty cổ phần Phát triển Hạ tầng và Bất động sản Việt Nam (VIPD) vốn điều lệ 11.000 tỷ đồng
5. Công ty cổ phần Đầu tư An Đông vốn điều lệ 9.000 tỷ đồng
6. Công ty cổ phần Minerva (thành lập ngày 28/7/2015, có vốn điều lệ 200 tỉ đồng, trụ sở chính đặt trên đường Nam Kỳ Khởi Nghĩa, quận 1), người đại diện pháp luật ban đầu là Tổng giám đốc Trương Lập Hưng (sinh năm 1986), cháu bà Trương Mỹ Lan, ngày 11/9/2015, đại diện pháp luật là ông Dương Hoàng Danh (sinh năm 1973)[4]

## Cổ đông chính
- Trương Mỹ Lan, sở hữu 80% cổ phần của Công ty cổ phần Tập đoàn Vạn Thịnh Phát[3]
- Trương Chí Trung[5]

## Nhân sự
Chủ tịch là bà Trương Mỹ Lan.

## Dự án
1. Tòa nhà Time Square nằm ở 2 mặt tiền đường Đồng Khởi và Nguyễn Huệ do Tập đoàn Vạn Thịnh Phát trực tiếp đầu tư. Đây là dự án duy nhất của Vạn Thịnh Phát trên phố đi bộ Nguyễn Huệ (quận 1) với khách sạn 6 sao đầu tiên ở TP.HCM. Tòa nhà đã hoàn thiện và đưa vào khai thác.[6]
2. Trung tâm thương mại Union Square ở đầu phố Nguyễn Huệ, giáp 4 mặt tiền đường và gần kề với Trụ sở Ủy ban nhân dân Thành phố Hồ Chí Minh.[6] Vạn Thịnh Phát đã mua lại tòa nhà này từ VinGroup (tòa nhà ban đầu có tên là là Vincom Central A) với giá 10000 tỉ đồng vào tháng 6/2013.[1]
3. Siêu dự án Saigon Peninsula 6 tỷ USD thuộc phường Phú Thuận, quận 7, Thành phố Hồ Chí Minh với tổng diện tích 118 ha[7][2]
4. Dự án tháp SJC tại khu tứ giác giới hạn với 4 tuyến đường Lê Lợi – Nam Kỳ Khởi Nghĩa – Lê Thánh Tôn – Nguyễn Trung Trực, ngay trung tâm Quận 1, Thành phố Hồ Chí Minh[6]
5. Thuận Kiều Plaza (tên mới The Garden Mall) ở quận 5, Thành phố Hồ Chí Minh do Công ty CP đầu tư An Đông - thành viên của Vạn Thịnh Phát mua lại vào năm 2015[6]
6. Dự án "Khu công viên Mũi Đèn Đỏ và nhà ở đô thị", do Vạn Thịnh Phát và hai nhà đầu tư nước ngoài là Pavilion Group và Genting Group cùng phát triển[1]
7. Cao ốc căn hộ dịch vụ cao cấp Sherwood Residence[1]
8. Khách sạn Thương mại An Đông[1]
9. Khu dân cư Bonville Land[1]
10. Khu dân cư cao cấp Sterling Residence[1]
11. Khu căn hộ cao cấp Lambert Residence[1]

## Bê bối
Ngày 7/1/2014, tại phiên xét xử Dương Tự Trọng, em trai của Dương Chí Dũng (nguyên Chủ tịch HĐQT Tổng công ty Hàng Hải Việt Nam - Vinalines, nguyên Cục trưởng Cục Hàng Hải, Bộ GTVT), Dương Chí Dũng khai nhận 20 tỷ đồng của Tập đoàn Vạn Thịnh Phát (TP.HCM) hối lộ cho thượng tướng Công an Phạm Quý Ngọ vào năm 2010 để được làm dự án chuyển đổi công năng Cảng Sài Gòn .
Vào tháng 7/2021, Thanh tra Chính phủ ra văn bản chỉ rõ nhiều sai phạm tại dự án số 187A, 187H, 193, 203 Trần Hưng Đạo, phường Cô Giang, quận 1, TP Hồ Chí Minh, do Công ty Cổ phần tập đoàn Vạn Thịnh Phát làm chủ đầu tư. Họ đề nghị Bộ Tài chính kiểm tra, có biện pháp để xử lý theo pháp luật. Họ cũng kiến nghị Thủ tướng Chính phủ giao Ngân hàng Nhà nước Việt Nam chỉ đạo cơ quan Thanh tra, Giám sát ngân hàng thực hiện thanh tra toàn diện hoạt động cấp tín dụng trong giai đoạn từ năm 2013 đến nay và các khoản vay liên quan đến việc sử dụng Giấy chứng nhận quyền sử dụng đất, quyền sở hữu nhà ở và tài sản khác gắn liền với đất số BB971073 ngày 11/9/2010 của 4 cơ sở nhà, đất nói trên. 

### Cáo buộc gian dối trong phát hành và mua bán trái phiếu
Ngày 8/10/2022, bà Trương Mỹ Lan, Chủ tịch HĐQT Công ty cổ phần Tập đoàn Vạn Thịnh Phát, bị bắt với cáo buộc gian dối trong phát hành và mua bán trái phiếu, chiếm đoạt hàng nghìn tỷ đồng,  xảy ra tại Công ty CP Tập đoàn Đầu tư An Đông và các tổ chức, đơn vị có liên quan. Cơ quan điều tra cũng khởi tố, bắt tạm giam các bị can: Trương Huệ Vân - tổng giám đốc Công ty CP Tập đoàn quản lý Bất động sản Windsor; Nguyễn Phương Hồng - trợ lý Công ty cổ phần Tập đoàn Vạn Thịnh Phát; Hồ Bửu Phương - nguyên chủ tịch hội đồng quản trị Công ty CP Chứng khoán Tân Việt, nguyên phó tổng giám đốc phụ trách tài chính Công ty CP Tập đoàn Vạn Thịnh Phát.

#### Nạn nhân
Vụ trái phiếu của Tập đoàn An Đông có đến hơn 40.000 nạn nhân ở khắp các tỉnh, thành trên cả nước với số tiền lên đến hơn một tỷ đô la Mỹ. Một số người cho biết họ bị ngân hàng Thương mại Cổ phần Sài Gòn (SCB) dụ mua. 

#### Phản ứng chính quyền
Này 28/10/2022, Cơ quan CSĐT Bộ Công an vừa có văn bản đề nghị Văn phòng đăng ký đất đai tỉnh Long An khẩn trương xác minh, tạm dừng các giao dịch nhà đất có liên quan đến các cá nhân, bị can có liên quan đến vụ án “Lừa đảo chiếm đoạt tài sản” xảy ra tại Công ty CP Tập đoàn Vạn Thịnh Phát. Trong số 65 dự án được Công ty CP Tập đoàn Vạn Thịnh Phát xúc tiến, trao đổi với tỉnh Long An chỉ có 5 dự án đang hoạt động. 
Ngày 29/10, Công an TPHCM cho biết đã đề nghị Sở Tài nguyên và Môi trường TP rà soát, xác định và cung cấp thông tin các quyền sử dụng đất liên quan Tập đoàn Vạn Thịnh Phát có nguồn gốc (hoặc không có nguồn gốc) Nhà nước mà theo danh sách đính kèm, 156 thửa đất này tập trung ở quận 1, 3, 5, 7, huyện Bình Chánh và TP Thủ Đức. 
Nhằm ngăn chặn các tổ chức, cá nhân tẩu tán tài sản, ngày 3/11/2022 Sở KH-ĐT TP Hà Nội đã yêu cầu tạm dừng hoạt động giao dịch, chuyển nhượng… của 762 pháp nhân liên quan vụ án ở Tập đoàn Vạn Thịnh Phát. 

#### Lãnh đạo chết đột ngột
Tối ngày 10/10, các trang như Pháp luật TP HCM, Vietnamnet, Vietstock, Viez,.. bất ngờ đưa tin về cái chết của bà Nguyễn Phương Hồng trong lúc đang bị tạm giam. Bà Hồng cũng là thành viên Hội đồng quản trị của Ngân hàng SCB. Nhưng chỉ vài tiếng sau, họ đồng loạt gỡ bài đó xuống.  Trước đó, ngày 6.10 một thành viên Hội đồng quản trị của Ngân hàng SCB khác cũng chết đột ngột là Nguyễn Tiến Thành - chủ tịch HĐQT kiêm tổng giám đốc Công ty CP Chứng khoán Tân Việt. Ông Thành là chồng của bà Tống Thị Thanh Hoàng - phó tổng giám đốc Công ty Cổ phần Tập đoàn Vạn Thịnh Phát. 
Mạng xã hội vào ngày 14-15/10 chia sẻ hình chụp bản cáo phó của ông Nguyễn Ngọc Dương, giám đốc công ty Sài Gòn Penninsula, và là cựu tổng giám đốc công ty Vạn Phát Hưng, được cho là có liên quan tới Tập đoàn Vạn Thịnh Phát. 

#### Thu hồi tài sản của Tập đoàn Vạn Thịnh Phát
Đại tá Vũ Như Hà, phó cục trưởng  Chiều ngày 19/12/2022, Cơ quan Cảnh sát điều tra cho biết  họ ‘đang thu hồi triệt để tài sản’ của Tập đoàn Vạn Thịnh Phát để đảm bảo quyền lợi hợp pháp của các nạn nhân trong vụ lừa đảo trái phiếu công ty An Đông thông qua ngân hàng SCB. Hiện có đến 762 công ty nằm trong diện bị đóng băng tài sản ở Hà Nội do liên quan đến Tập đoàn Vạn Thịnh Phát. Tổng số nạn nhân của vụ lừa đảo trái phiếu này lên đến hơn 40.000 người trên khắp 63 tỉnh thành với số tiền bị chiếm đoạt lên đến 25 ngàn tỷ đồng, tương đương hơn 1 tỷ đô la Mỹ. 